# Haruchika
Haruchika (ハルチカ?), anche nota come Haruta & Chika, è una serie di romanzi gialli scritta da Sei Hatsuno. Un adattamento manga ha iniziato la serializzazione sul Monthly Shōnen Ace della Kadokawa Shoten il 26 ottobre 2015. Un adattamento anime, prodotto dalla P.A.Works, è stato trasmesso in Giappone tra il 6 gennaio e il 23 marzo 2016. Un film live action basato sulla serie è uscito il 4 marzo 2017.

## Personaggi

I protagonisti Haruta e Chika

Chika Homura (穂村 千夏?, Homura Chika)
Doppiata da: Sarah Emi Bridcutt
Haruta Kamijō (上条 春太?, Kamijō Haruta)
Doppiato da: Sōma Saitō
Shinjirō Kusakabe (草壁 信二郎?, Kusakabe Shinjirō)
Doppiato da: Natsuki Hanae
Keisuke Katagiri (片桐 圭介?, Katagiri Keisuke)
Doppiato da: Seiichirō Yamashita
Miyoko Narushima (成島 美代子?, Narushima Miyoko)
Doppiata da: Haruka Chisuga
Maren Sei (マレン・セイ?)
Doppiato da: Nobunaga Shimazaki
Naoko Serizawa (芹澤 直子?, Serizawa Naoko)
Doppiata da: Asami Seto
Kaiyū Hiyama (檜山 界雄?, Hiyama Kaiyū)
Doppiato da: Nobuhiko Okamoto
Akari Gotō (後藤 朱里?, Gotō Akari)
Doppiata da: Yūki Yamada
Sae Asahina (朝比奈 紗恵?, Asahina Sae)
Doppiata da: Emi Miyajima
Kae Asahina (朝比奈 香恵?, Asahina Kae)
Doppiata da: Chiaki Omigawa

## Media

### Media cartacei
La serie di romanzi è stata scritta da Sei Hatsuno ed edita dalla Kadokawa Shoten. Il primo volume è stato pubblicato il 29 ottobre 2008 ed entro il 30 settembre 2015 ne sono stati messi in vendita cinque in tutto. Un adattamento manga, disegnato da Būta, ha iniziato la serializzazione sulla rivista Monthly Shōnen Ace il 26 ottobre 2015. Un volume tankōbon è stato pubblicato il 26 dicembre 2015.

### Anime
L'adattamento anime, intitolato Haruchika: Haruta to Chika wa seishun suru (ハルチカ 〜ハルタとチカは青春する〜? lett. "Haruchika: Haruta e Chika vivono l'adolescenza"), è stato annunciato dalla Kadokawa Shoten il 5 giugno 2015. La serie televisiva di dodici episodi, prodotta dalla P.A.Works e diretta da Masakazu Hashimoto, è andata in onda dal 6 gennaio al 23 marzo 2016. Le sigle di apertura e chiusura sono rispettivamente Niji o ametara (虹を編めたら? lett. "L'arcobaleno dopo la pioggia") dei Fhána e Kūsō triangle (空想トライアングル?, Kūsō toraianguru, lett. "Triangolo immaginario") di ChōCho. In America del Nord i diritti sono stati acquistati dalla Funimation, mentre in Australia e Nuova Zelanda gli episodi sono stati trasmessi in streaming, in contemporanea col Giappone, dalla Madman Entertainment su AnimeLab.

#### Episodi
| Nº | Titolo italiano (traduzione letterale) Giapponese 「Kanji」 - Rōmaji       | In onda          | In onda |
| Nº | Titolo italiano (traduzione letterale) Giapponese 「Kanji」 - Rōmaji       | Giapponese       |         |
| 1  | Password melodiosa 「メロディアスな暗号」 - Merodiasu na angō              | 6 gennaio 2016   |         |
| 2  | Cloth Cube 「クロスキューブ」 - Kurosu Kyūbu                               | 13 gennaio 2016  |         |
| 3  | Il gioco della fuga 「退出ゲーム」 - Taishutsu gēmu                        | 20 gennaio 2016  |         |
| 4  | Vernacular Modernism 「ヴァナキュラー・モダニズム」 - Vanakyurā Modanizumu | 27 gennaio 2016  |         |
| 5  | Elephant's Breath 「エレファンツ・ブレス」 - Erefantsu Buresu              | 3 febbraio 2016  |         |
| 6  | Springraphy 「スプリングラフィ」 - Supuringurafi                           | 10 febbraio 2016 |         |
| 7  | La frequenza è 77.4 MHz 「周波数は77.4MHz」 - Shūhasū wa 77.4 MHz          | 17 febbraio 2016 |         |
| 8  | Il sommelier del primo amore 「初恋ソムリエ」 - Hatsukoi somurie           | 24 febbraio 2016 |         |
| 9  | Lo sguardo di Asmodeo 「アスモデウスの視線」 - Asumodeusu no shisen        | 2 marzo 2016     |         |
| 10 | La licenza di Jabberwock 「ジャバウォックの鑑札」 - Jabauokku no kansatsu  | 9 marzo 2016     |         |
| 11 | La valle dell'Eden 「エデンの谷」 - Eden no tani                           | 16 marzo 2016    |         |
| 12 | Triangolo di risonanza 「共鳴トライアングル」 - Kyōmei toraianguru         | 23 marzo 2016    |         |